# Phylloscopus maculipennis
El mosquitero gorgigrís (Phylloscopus maculipennis) es una especie de ave paseriforme de la familia Phylloscopidae propia del Himalaya y el sur de  Asia.

## Distribución y hábitat
Se la encuentra en Bután, China, India, Laos, Birmania, Nepal, Pakistán, Tailandia y Vietnam. Su hábitat natural son los bosques templados y los bosques bajos húmedos subtropicales.